# WTA Challenger Bukarest
Das WTA Challenger Bukarest (offiziell: Țiriac Foundation Trophy) ist ein Tennisturnier der WTA Challenger Series, das seit 2022 in der rumänischen Hauptstadt Bukarest auf dem Gelände des Centrul Național de Tenis ausgetragen wird.

## Siegerliste

### Einzel
| Jahr | Siegerin           | Finalgegnerin          | Ergebnis      |
| ---- | ------------------ | ---------------------- | ------------- |
| 2022 | Irina-Camelia Begu | Réka Luca Jani         | 6:3, 6:3      |
| 2023 | Astra Sharma       | Sara Errani            | 0:6, 7:5, 6:2 |
| 2024 | Miriam Bulgaru     | Kathinka von Deichmann | 6:3, 1:6, 6:4 |

### Doppel
| Jahr | Siegerinnen                          | Finalgegnerinnen                        | Ergebnis         |
| ---- | ------------------------------------ | --------------------------------------- | ---------------- |
| 2022 | Aliona Bolsova Andrea Gámiz          | Réka Luca Jani Panna Udvardy            | 7:5, 6:3         |
| 2023 | Angelica Moratelli Camilla Rosatello | Valentini Grammatikopoulou Anna Sisková | 7:5, 6:4         |
| 2024 | Carole Monnet Darja Semeņistaja      | Aliona Bolsova Katarzyna Kawa           | 1:6, 6:2, [10:7] |